# Park Eun-bin
Park Eun-bin (Koreaans: 박은빈) (4 september 1992) is een Zuid-Koreaans actrice. 
In 2022 speelt ze de hoofdrol van Woo Young-woo in de serie Extraordinary Attorney Woo.